# Società Italiana Autoservizi
La Società Italiana Autoservizi (SIA) è stata una società per azioni che ha operato nel campo del trasporto pubblico locale su gomma della provincia di Brescia dal 1935 al 2020. Nel 2002 è entrata a far parte del gruppo Arriva Italia che l'ha incorporata il 1º gennaio 2021. 

## Storia
La società fu costituita nel 1935 con il nome di Società Italiana Autotrasporti dal conferimento del ramo automobilistico di due società del gruppo Edison: la Tramvie Elettriche Bresciane (TEB), che eserciva la rete tranviaria interurbana della provincia di Brescia e la Ferrovia Rezzato Vobarno (FRV), esercente l'omonima linea ferroviaria. Il compito della società fu quello di gestire le autolinee sostitutive ai servizi ferroviari e tranviari.
Con la completa dismissione della rete tranviaria, avvenuta nel 1954, alla SIA spettò il compito di gestire in concessione diverse autolinee interurbane colleganti il capoluogo di Brescia alle sue zone periferiche.
Nel 1987, a seguito di un'operazione amministrativa tramite il conferimento di un ramo d'azienda ad una sua succedanea, cambiò nome in Società Italiana Autoservizi.
Nel 1992 fu acquistata da Italmobiliare, entrando in questo modo a far parte del Gruppo SAB che dieci anni dopo fu acquistato da Arriva International.
Nel primo decennio del XXI secolo a seguito delle necessità di razionalizzare il trasporto pubblico locale sulla base del decreto legislativo 19 novembre 1997, n. 422, la società partecipò, costituendo dei consorzi con i principali operatori concorrenti, alle gare indette dagli enti locali bresciani per l'affidamento dei servizi automobilistici interurbani. L'esito dell'assegnazione ai vari consorzi fu positivo.
Per questo motivo, dal 5 luglio 2004, SIA opera assieme a Brescia Trasporti per l'esercizio della rete urbana automobilistica di Brescia, mentre dal 1º gennaio dell'anno seguente partecipa a due consorzi:
- Trasporti Brescia Nord, formato anche da Brescia Trasporti, SAIA Trasporti ed ATV (ex APTV), che gestisce la sottorete omonima comprendente la val Trompia, il lago di Garda e la valle Sabbia[1];
- Trasporti Brescia Sud, composto anche da SAIA Trasporti e da APAM Esercizio, che serve la sottorete omonima comprendente la Bassa Bresciana, il lago d'Iseo e la Franciacorta[1].

Nell'ambito della riorganizzazione aziendale del gruppo Arriva Italia, il 1º aprile 2017 la SIA ha assorbito la «SAIA Trasporti». Al termine dell'esercizio 2020, è stata incorporata nella capogruppo.

## Dati economici
Il gruppo realizza 34 milioni di km all'anno con un parco veicoli di oltre mille unità.